# 멜리크샤 2세
젤랄윗데블레 멜리크샤 2세(튀르키예어: Celâlüddevle Melikşah II, 아랍어·페르시아어: جلال الدولة ملكشاه Jalāl al-Dawla Malik Shāh[*])는 베르크야루크의 아들로, 셀주크 제국의 6번째 술탄이다(재위: 1105년1월 12일 ~ 1105년2월 13일).

## 생애
1104년, 죽음을 직감한 베르크야루크는 당시 5살이던 어린 아들, 멜리크샤를 후계자로 지목하며 아야즈를 아타베그로 삼았다. 이후 그는 멜리크샤와 아야즈 등 자신을 지지하던 아미르들을 바그다드로 보냈다. 1105년 1월 12일, 칼리프 알무스타지르는 바그다드에 도착한 멜리크샤에게 젤랄윗데블레(튀르키예어: Celâlüddevle, 아랍어·페르시아어: جلال الدولة Jalāl al-Dawla[*])라는 존칭과 함께 셀주크 제국의 술탄으로 책봉했다.
그러나 베르크야루크가 죽었다는 소식을 들은 무함메드 타파르는 즉시 술탄을 자칭하며 바그다드로 진군했다. 무함메드 타파르 일행은 1105년 2월 10일, 바그다드에 입성했다. 바그다드의 서쪽은 무함메드 타파르의 이름으로 후트바가 진행되었고, 동쪽은 멜리크샤의 이름으로 후트바가 진행되었다. 아타베그 아야즈와 재상 알사피 사드 알물크 아불마하신은 저항을 결심했으나, 의미없는 일이었다. 베르크야루크를 지지했던 아미르들과 관료들마저 멜리크샤를 저버리고 무함메드 타파르에게 몰려갔다. 결국 아야즈도 멜리크샤를 저버릴 수 밖에 없었고, 무함메드 타파르는 1105년 2월 13일, 술탄으로 책봉되었다. 멜리크샤는 이 직후 죽은 것으로 보인다. 그의 시신은 이스파한으로 옮겨져 베르크야루크의 곁에 안치되었다.
| 베르크야루크 | 제6대 셀주크 제국의 술탄 1104년 ~ 1105년 | 무함메드 타파르 |

## 참고 문헌
1. 1 2  Özaydın, Abdülkerim (1992). “Berkyaruk”. 《TDV İslâm Ansiklopedisi》. 2019년 6월 6일에 확인함.
2. ↑  Özaydın, Abdülkerim (2005). “Muhammed Tapar”. 《TDV İslâm Ansiklopedisi》. 2019년 6월 9일에 확인함.
3. ↑  Bosworth, C. E. (1968). 〈The Political and Dynastic History of the Iranian World (A.D. 1000-1217)〉. 《The Cambridge History of Iran》 5. Cambridge University Press. 111쪽. doi:10.1017/CHOL9780521069366.002.
4. ↑  Murray, Alan V. (2006). 〈Malik Shāh II (d. 1105)〉. 《The Crusades: An Encyclopaedia》 3. ABC-CLIO, Inc. 779쪽.